# Võhma
Võhma je město a v Estonsku v kraji Viljandimaa. V roce 2016 zde žilo 1 314 obyvatel. Je součástí samosprávné obce Põhja-Sakala.

## Historie
První zmínky o městě pocházejí ze 16. století. Rozvoj města nastal v roce 1899, kdy zde byla vybudována železniční stanice. Status města dostalo v roce 1993. Od roku 1928 do roku 1996 zde fungovala jatka, jimiž byla Võhma proslavená. Po jejich uzavření silně vzrostla nezaměstnanost. V době studené války zde fungovala letecká základna.